# Drosopigí (ort i Grekland, Epirus)
Drosopigí (Drosopigi) är en ort i Grekland.   Den ligger i prefekturen Nomós Ioannínon och regionen Epirus, i den nordvästra delen av landet, 300 km nordväst om huvudstaden Aten. Drosopigí ligger 912 meter över havet och antalet invånare är 103.
Terrängen runt Drosopigí är kuperad österut, men västerut är den bergig. Runt Drosopigí är det mycket glesbefolkat, med 6 invånare per kvadratkilometer. Närmaste större samhälle är Aetomilítsa, 12,1 km norr om Drosopigí. I omgivningarna runt Drosopigí växer i huvudsak blandskog.